# Personico
Personico (in dialetto ticinese Parsoni) è un comune svizzero di 344 abitanti del Canton Ticino, nel distretto di Leventina, parte della Regione Tre Valli.

## Geografia fisica
Personico sorge nella bassa Val Leventina, sul fondovalle percorso dal fiume Ticino.

## Monumenti e luoghi d'interesse

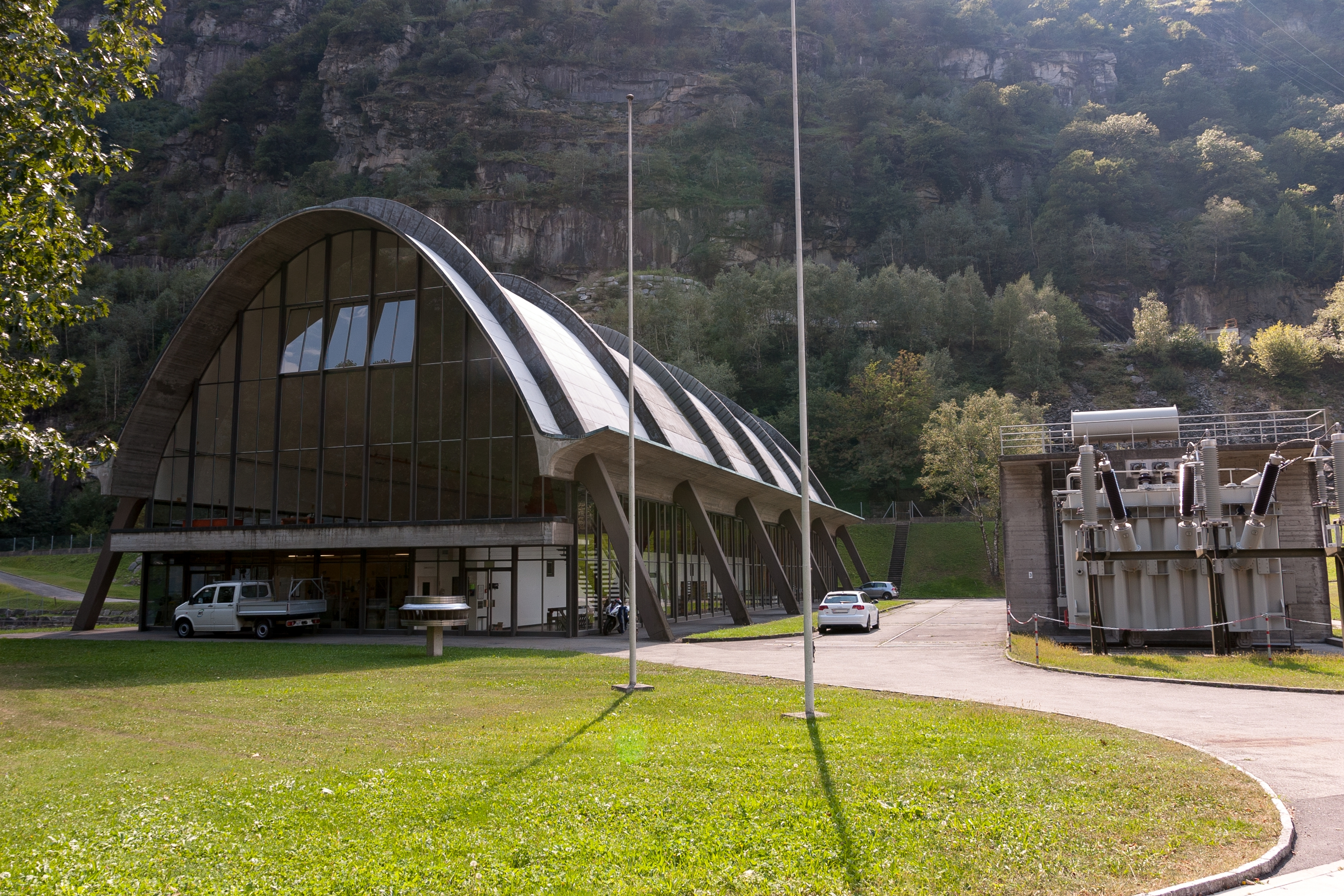
La centrale idroelettrica della Nuova Biaschina

- Chiesa parrocchiale dei Santi Nazario e Celso, attestata nel 1256[2][3][4].
- Oratorio di San Rocco in località Faidàl, risalente alla fine del XVI-inizio del XVII secolo[senza fonte];
- Centrale idroelettrica della Nuova Biaschina, realizzata da Giovanni Lombardi e Augusto Jäggli[senza fonte] nel 1962-1967[2];
- Resti della fabbrica di vetri fondata nel 1736[2] dal pittore Giuseppe Maria Busca[senza fonte];
- Grotti per la conservazione degli alimenti[senza fonte];
- Pont da Picol[senza fonte];
- Ponte del Cassinone[senza fonte];
- Vecchia fontana pubblica in pietra[senza fonte];
- Diga della Val d'Ambra.

## Società

### Evoluzione demografica
L'evoluzione demografica è riportata nella seguente tabella:
Abitanti censiti

## Economia
L'acqua di una sorgente in località Pont da Picol, a 1 000 m s.l.m.m è utilizzata per l'imbottigliamento dalla ditta Gazzose Ticinesi SA. La località è meta di turismo escursionistico e sono presenti numerosi rifugi alpini.

## Amministrazione
Ogni famiglia originaria del luogo fa parte del cosiddetto comune patriziale e ha la responsabilità della manutenzione di ogni bene ricadente all'interno dei confini del comune.